# Ванна

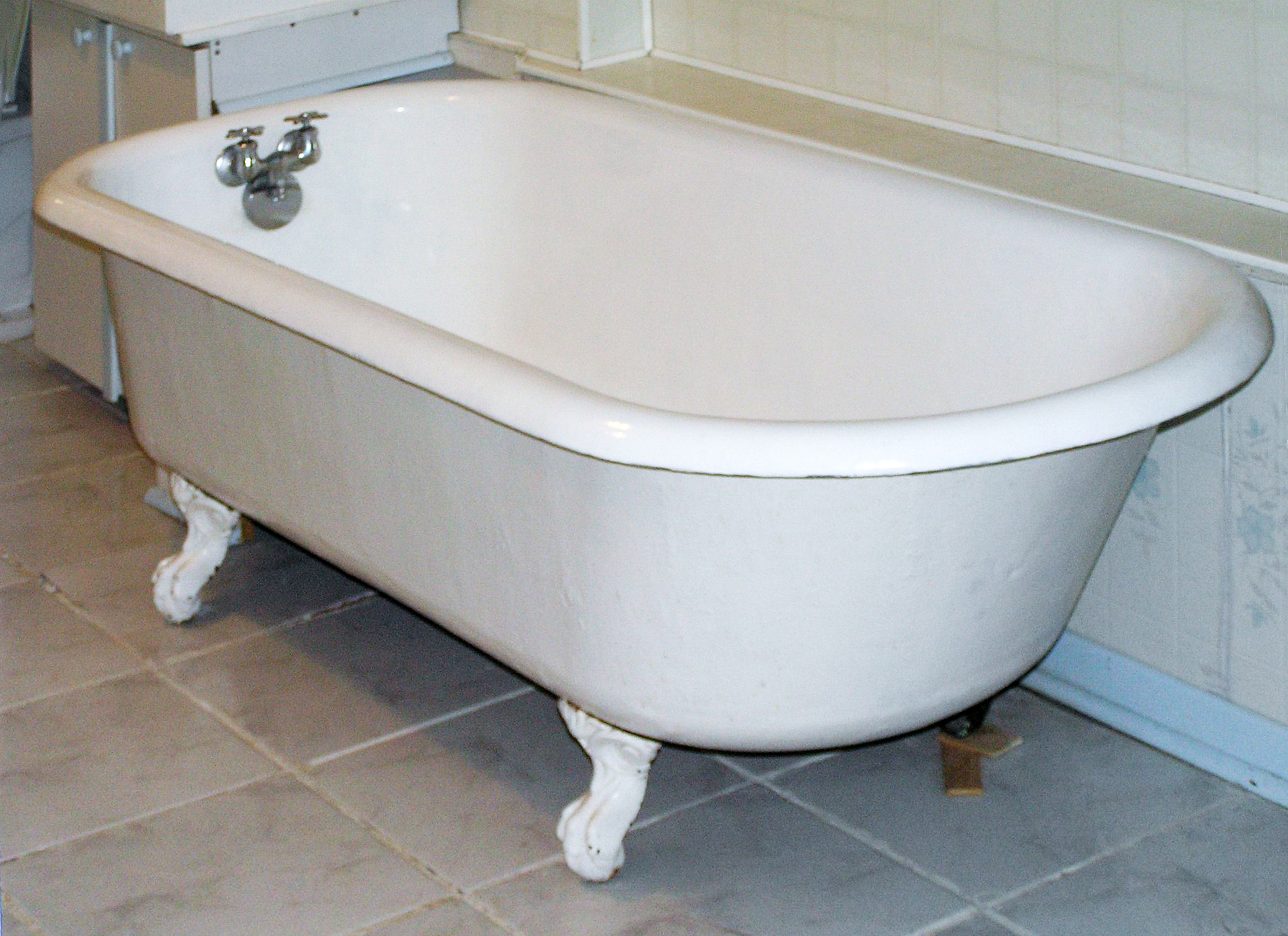
Традиційна чавунна ванна

Ва́нна (від нім. Wanne), також ку́піль — великий, довгастий резервуар для купання або прийняття медичних процедур в рідині.
Ванною, зокрема, називають резервуари для обмивання і занурення різних частин тіла, наприклад:
- Ванна, в якій сидять
- Ванна для ніг
- Ванночка для очей

Приміщення для ванни в будинку чи в квартирі називається ванною кімнатою (чи скорочено «ванною»).

## Історія

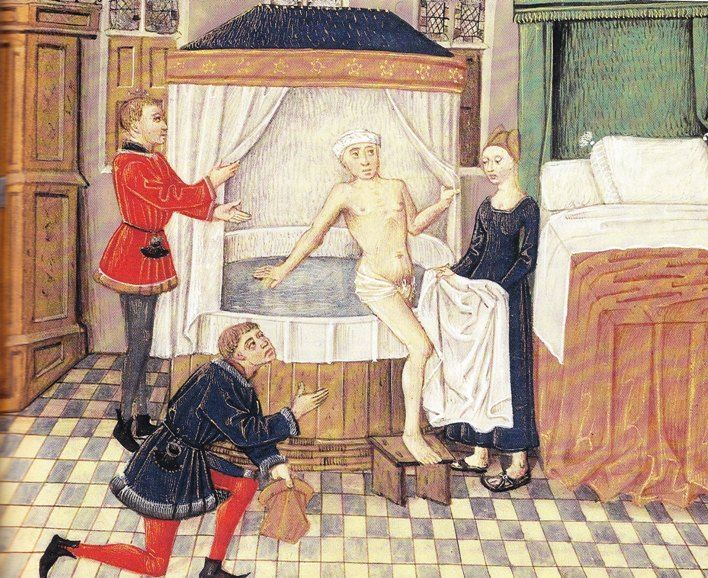
Дерев'яна балія-ванна. Малюнок з середньовічного рукописного видання Валерія Максіма, 1400—1425 рр.

Попередниками сучасних ванн були дерев'яні діжки, балії. Для уникнення скабок їхню внутрішню поверхню вистилали полотном. Використовувалися для миття і глиняні посудини: на Криті знайдена ванна з випаленої глини 1,5 м завдовжки.

Ванни Стародавнього світу
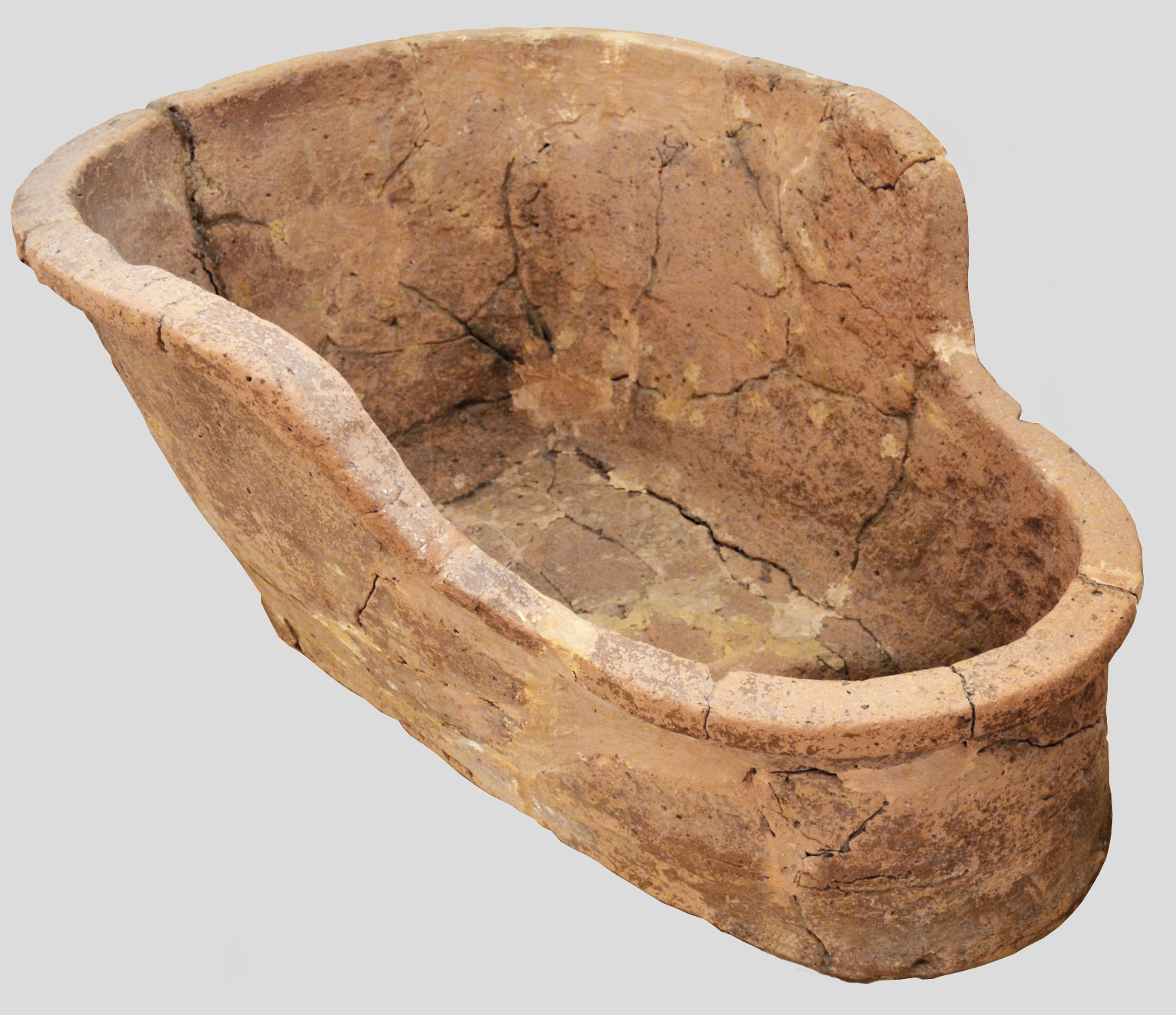
Теракотова ванна Мікенського періоду
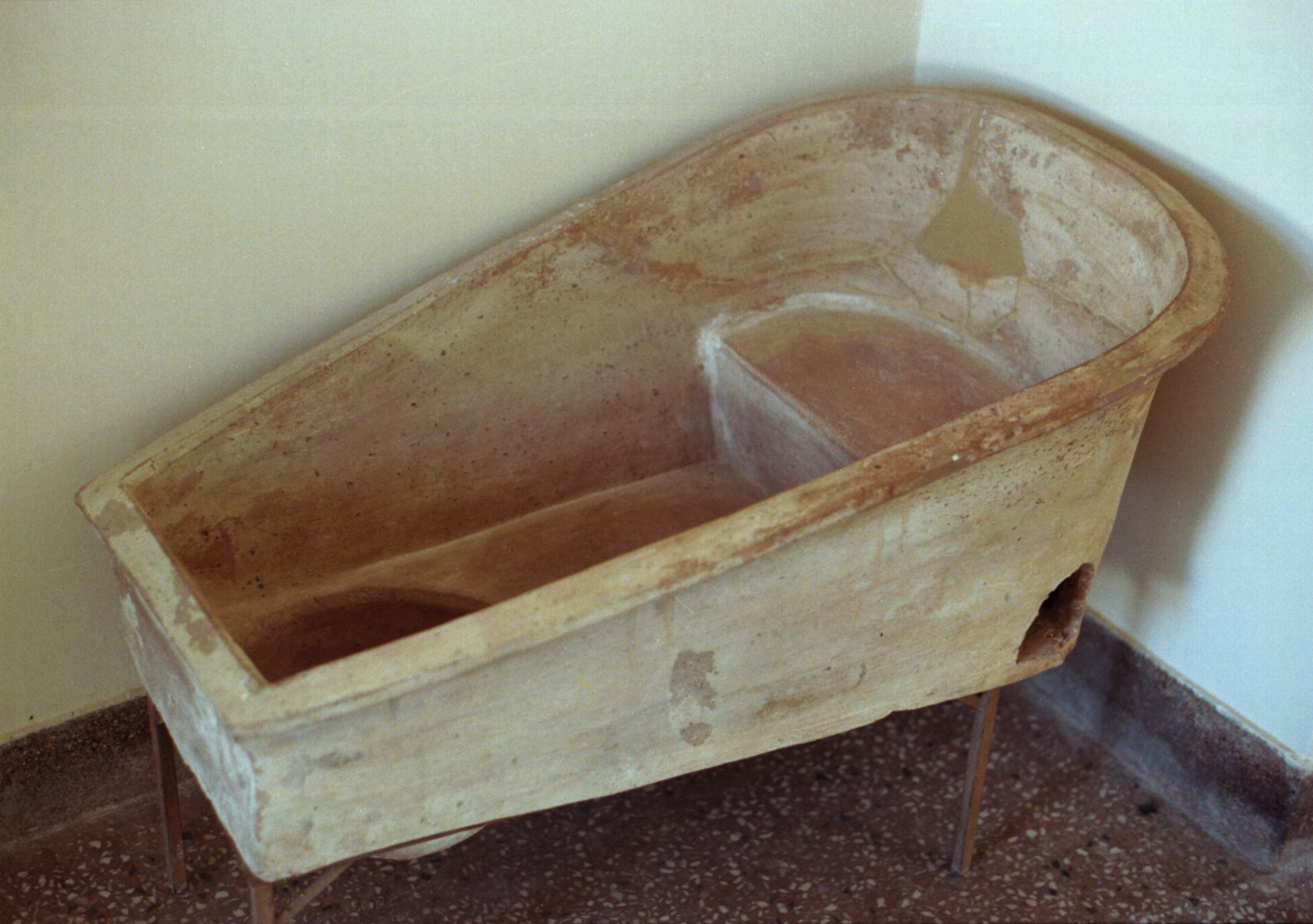
Давньогрецька ванна, II століття до н. е.
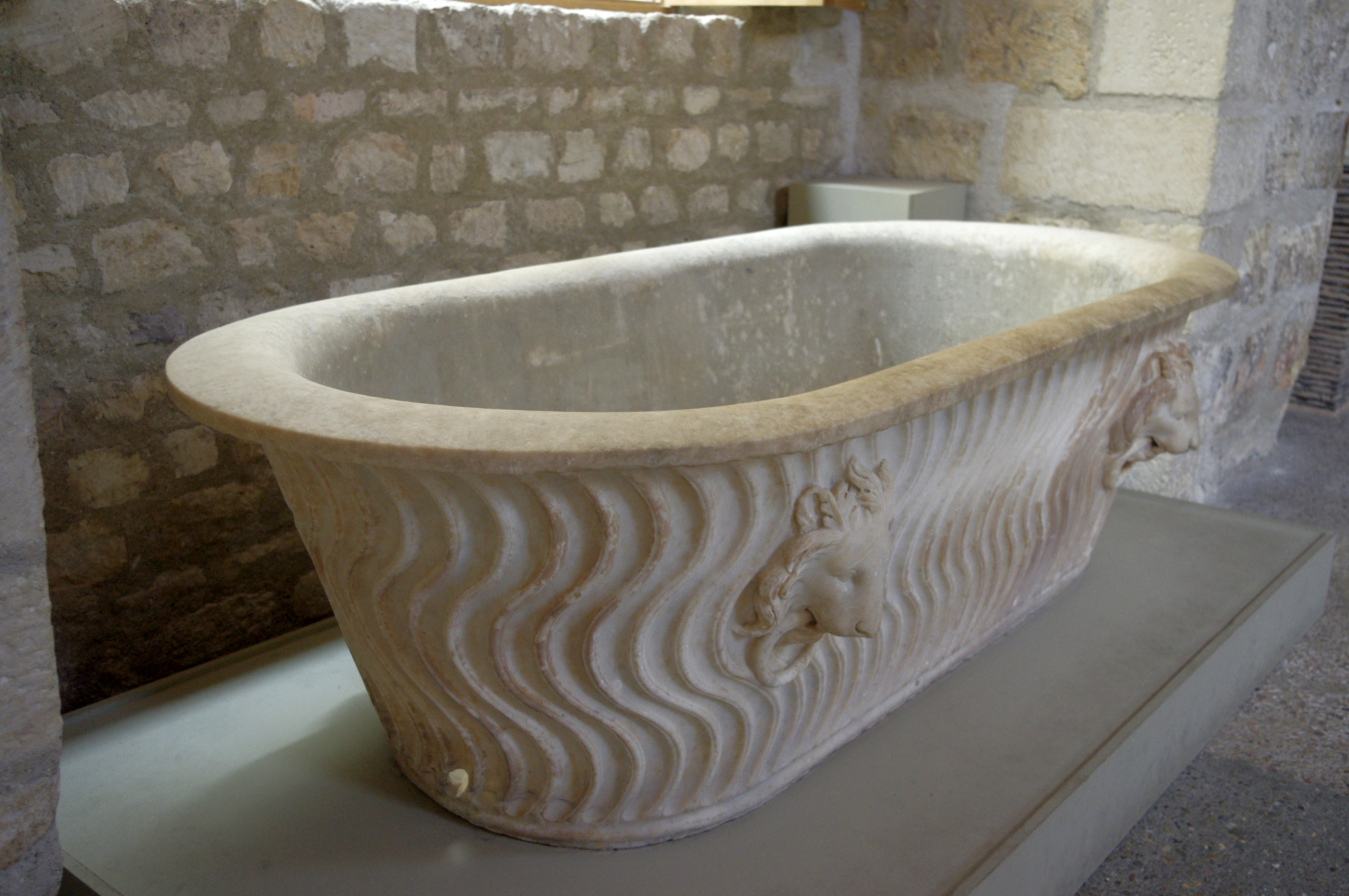
Давньоримська ванна

## Поширені варіанти ванн
Ванни виготовляють із різних матеріалів (метал, пластмаса, дерево, кераміка), вони мають різну форму (часто овальну, для мінімізації кількості рідини, потрібної для занурення майже всього тіла). Обсяг ванни зазвичай становить 100—250 літрів, його обирають залежно від розмірів ванної кімнати. Найпоширенішими є чавунні і сталеві ванни. Чавунні ванни мають гарну теплоємність — вода в них остигає найповільніше, однак вони дуже важкі і дорогі. Більш сучасні сталеві ванни. Вони значно легші, прості в установці, але при цьому їх висока теплопровідність призводить до того, що вода в них остигає набагато швидше, ніж у чавунній. В останні роки з'явилися акрилові ванни, які зручні в установці і обслуговуванні і мають відносно низьку вартість, але невеликий термін експлуатації, низьку механічну міцність, схильність поверхні до подряпин. Таких недоліків позбавлені кварилові ванни, що мають підвищену міцністю, зносостійкість, зберігаючи більшість корисних характеристик акрилу.

## Види ванн

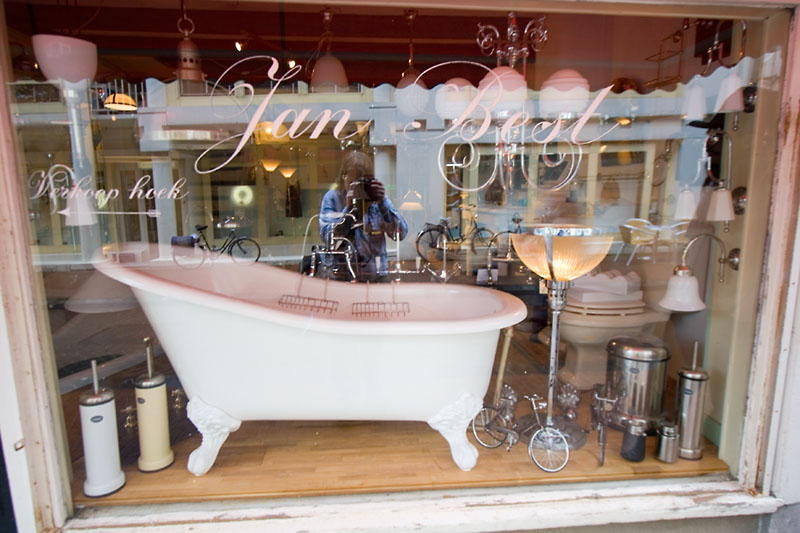
Ванна-туфля

### Ванни на ніжках
Ванни на ніжках вважалися предметом розкоші наприкінці XIX століття, первісно їх робили з чавуну, покритого шаром порцеляни. Завдяки сучасним технологіям ціни на такі ванни стали істотно меншими, оскільки їх роблять і зі скловолокна, акрилу та інших сучасних матеріалів.
Існують 4 основні стилі ванн на ніжках:
- Класична із закругленим кінцем.
- Ванна-туфля — один кінець підважений для зручнішого лежання.
- Ванна-підвійна туфля — обидва кінці підважені та плавно спускаються до середини.
- Ванна з двома закругленими кінцями — на відміну від класичної, обидва кінці закруглені.

### М'які ванни
М'які ванни виготовляють з м'якого пластику чи пінних матеріалів зі захисним протиковзальним покриттям. Уперше з'явившись у 1970-х, ближче до 1990-х вони пропонуються основними виробниками ванн. Рекомендують їх для дітей і осіб похилого віку, оскільки вони запобігають травмам у разі падінь.

### Сидячі ванни
Сидячі ванни призначені переважно для невеликих за площею ванних кімнат, оскільки займають менше місця, ніж лежачі. Дно в них розташоване на різних рівнях, уможливлюючи використовувати верхній рівень як сидіння. Часто сидячі ванни споряджають дверцятами для полегшення доступу.

### Ванна для осіб з обмеженими можливостями

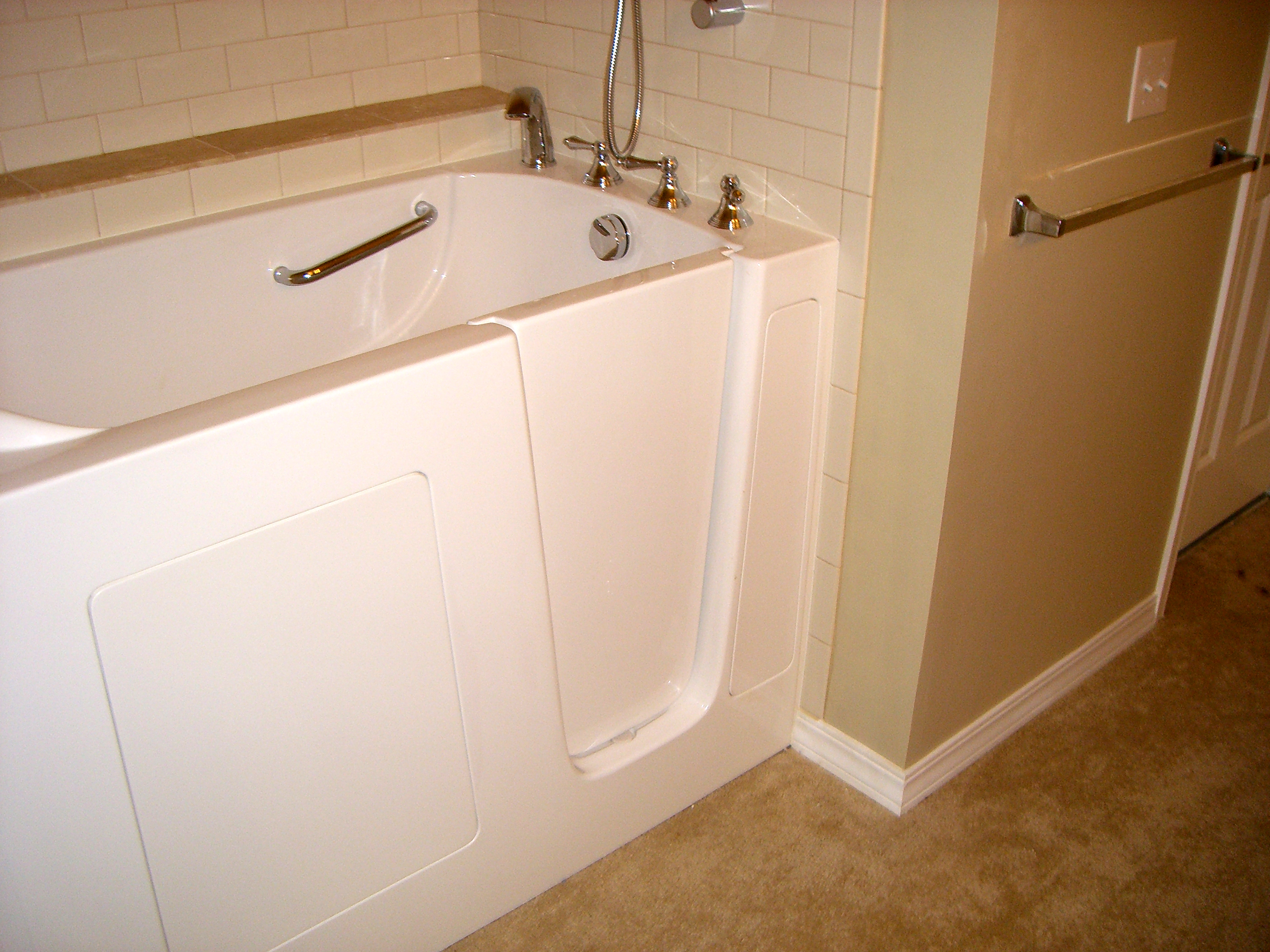
Ванна з дверцятами.

Для полегшення користування ваннами літніми людьми, інвалідами чи вагітними жінками вони можуть обладнуватися поручнями чи спеціальними підіймачами. Існують і спеціалізовані ванни, розроблені для осіб з обмеженими можливостями, наприклад, споряджені дверцятами чи «вхідні» (англ. walk-in bathtubs), або з вбудованими лавами. Ванни з дверцятами, розташованими на рівні дна, близько від підлоги, і уможливлюють доступ без перебирання через їхні краї . Дверцята відкриваються досередини, що забезпечує їхню герметичність. Більшість ванн такого типу додатково споряджається сидіннями. Існують також варіанти з піднімними або розсувними дверцятами.

### Дитячі ванни
Практично всі сучасні дитячі ванни виготовляють з пластичних мас (поліетилен, поліпропілен, АБС-пластики та ін.)

## Біде
Біде — маленька ванна для миття ніг, підмивання.